# Ty4
Ty4 – oznaczenie na PKP ciężkiego parowozu towarowego, 3 cylindrowego, niemieckiej serii 44. 

## Historia konstrukcji
Pierwszych 10 parowozów zbudowano w 1926 roku w celu eksploatacji próbnej i porównania z 2 cylindrowymi parowozami serii 43. Z uwagi na kryzys gospodarczy i powolne tempo dostosowania linii kolejowych do nacisku na oś 20 ton, z produkcją seryjną wstrzymano się do 1937 roku. 
W latach 1932-33 zbudowano 2 parowozy doświadczalne z silnikiem sprzężonym 4 cylindrowym i ciśnieniem kotłowym 25 atmosfer. Z powodu wysokich kosztów eksploatacji pochłaniających zyski z bardziej ekonomicznej części termodynamicznej parowozu ciśnienie kotłowe obniżono do 20 a w końcu do 16 atmosfer.
Parowozy seryjne otrzymały kotły o zwiększonym z 14 do 16 atmosfer ciśnieniu, cylindry zmniejszono z 600 do 550 mm. Od parowozu 44 066 zmniejszono powierzchnię rusztu z 4,7 do 4,54 m². Po wybuchu II wojny światowej wzrosło zapotrzebowanie na ciężkie parowozy towarowe i produkcję serii 44 uruchomiono w większości niemieckich fabryk lokomotyw, a także w fabrykach austriackich, francuskich i polskich (Fablok pod niemiecką nazwą Oberschlesische Lokomotivfabrik Krenau – 145 parowozów). Od 1941 roku wprowadzano stopniowo liczne uproszczenia konstrukcji w celu oszczędności materiałów i robocizny. W sumie zbudowano 1735 parowozów dla kolei niemieckich (do 1944 roku) i dalsze 226 sztuk dla kolei francuskich, w latach 1944-46. Ostatnie 10 parowozów zmontowano w 1949 w NRD z kotłów dostarczonych przez duńską firmę Frichs do fabryki Borsiga w 1944 i znajdujących się tam części. Była to najdłużej budowana seria parowozów dla kolei niemieckich. Łącznie wyprodukowano 1989 lokomotyw.  
Po zakończeniu drugiej wojny światowej parowozy te znalazły się na sieci kolei RFN i NRD, Polski i Francji a od końca lat 50. Turcji.  W 1949 roku liczba omawianych parowozów wyprodukowanych po wojnie i będących w posiadaniu kolei poszczególnych krajów wynosiła: 
- DB (RFN) od września 1949: 1242 sztuki,
- DR (NRD): 335 sztuk,
- PKP (Polska): 67 - 140 sztuk (w zależności od źródeł),
- ČSD (Czechosłowacja): 3 sztuki,
- ÖBB (Austria): 11 sztuk,
- SNCF (Francja): 14 sztuk (zwanych we Francji serią 150X),
- SNCB (Belgia): 1 sztuka.

## Informacje techniczne dotyczące eksploatacji parowozu w Polsce
PKP przejęło około 140 parowozów, numery nadano 132 a uruchomiono 127.  Parowóz był bardzo mocny, dlatego używano go początkowo do obsługi najcięższych pociągów (rolę tę przejęły później Ty246 i Ty51). 
Na PKP parowozy serii Ty4 otrzymały rury cyrkulacyjne w skrzyni ogniowej, w ramach napraw montowano spawane cylindry i składaną oś wykorbioną. Ich wadą był brak mechanicznego podajnika węgla co znacznie zwiększało obciążenie załogi. Na początku lat sześćdziesiątych demontowano podgrzewacze wody zasilającej systemu Knorra z pompą tłokową i zastępowano je inżektorem Metcalfe-Friedmanna na parę odlotową. W Polsce 67 parowozów przebudowano na opalanie mazutem, stacjonowały w parowozowniach Toruń i Zajączkowo Tczewskie. Ich służba na sieci PKP zakończyła się w 1979.  Po pojawieniu się Ty246 i Ty51 parowozy Ty4 wykorzystywano do obsługi lżejszych pociągów i prac manewrowych.  W Niemczech parowozy te jeździły do lat 80., niektóre przerobiono na opalanie mazutem. Ostatni NRD-owski parowóz serii 44 został wycofany dopiero w 1988 roku.

## Zachowane egzemplarze serii 44
W Polsce nie zachował się ani jeden parowóz Ty4, który mógłby być eksponowany w muzeum. Ostatnie egzemplarze zostały zezłomowane i przetopione na początku lat 90. XX wieku. 